# Wybory parlamentarne w Izraelu w 1955 roku
Wybory parlamentarne w Izraelu do Trzeciego Knesetu odbyły się 26 lipca 1955.
Oddano 1,057,609 głosów, w tym ważnych: 853,219. Próg wyborczy wynosił 1%, a więc aby uzyskać miejsce w Knesecie, należało otrzymać minimum 8,532 głosów. Średnio na jedno miejsce przypadło 6,938 głosów.

## Oficjalne wyniki
|  | Partia                                                               | Głosy   | Procent | Mandaty |
|  | -------------------------------------------------------------------- | ------- | ------- | ------- |
|  | Mapai (מפא"י)                                                        | 274,735 | 32.2%   | 40      |
|  | Herut (חרות)                                                         | 107,190 | 12.6%   | 15      |
|  | Ogólni Syjoniści (ציונים כלליים)                                     | 87,099  | 10.2%   | 13      |
|  | Narodowy Front Religijny (מפלגה דתית לאומית)                         | 77,936  | 9.1%    | 11      |
|  | Achdut ha-Awoda (אחדות העבודה)                                       | 69,475  | 8.2%    | 10      |
|  | Mapam (מפ"ם)                                                         | 62,401  | 7.3%    | 9       |
|  | Religijny Front Tory ( חזית דתית תורתית)                             | 39,836  | 4.7%    | 6       |
|  | Maki (מק"י)                                                          | 38,492  | 4.5%    | 6       |
|  | Partia Progresywna (מפלגה פרוגרסיבית)                                | 37,661  | 4.4%    | 5       |
|  | Demokratyczna Lista Izraelskich Arabów (רשימה דמוקרטית לערביי ישראל) | 15,475  | 1.8%    | 2       |
|  | Postęp i Praca (קידמה ועבודה)                                        | 12,511  | 1.5%    | 2       |
|  | Rolnictwo i Rozwój (חקלאות ופיתוח)                                   | 9,791   | 1.1%    | 1       |
|  | Razem                                                                | 853,219 | 100,0%  | 120     |

## Posłowie
Posłowie wybrani w wyborach:
| Partia                                 | Posłowie |
| -------------------------------------- | --- |
| Mapai                                  | Aharon Becker, Aharon Remez, Akiwa Gowrin, Ammi Asaf, Arje Bahir, Awraham Herzfeld, Baruch Azanja, Beba Idelson, Bechor-Szalom Szitrit, Berl Locker, Dawid Ben Gurion, Dawid Hakohen, Dawid Liwszic, Dewora Necer, Dow Josef, Ehud Awri’el, Golda Meir, Herzl Berger, Jisra’el Guri, Josef Almogi, Josef Sprinzak, Kadisz Luz, Lewi Eszkol, Me’ir Argow, Mordechaj Namir, Mosze Szaret, Perec Naftali, Pinchas Lawon, Rachel Cabari, Sara Kafrit, Senetta Joseftal, Szelomo Hillel, Szemu’el Dajan, Szemu’el Szoresz, Zalman Szazar, Ja’akow Szimszon Szapira, Jisra’el Jeszajahu, Jona Kese, Josef Efrati, Zalman Aran |
| Herut                                  | Arje Altman, Arje Ben Eli’ezer, Binjamin Arditi, Binjamin Awni’el, Eli’ezer Szostak, Ester Razi’el-Na’or, Chajjim Kohen-Meguri, Chajjim Landau, Menachem Begin, Mordechaj Olmert, Nachum Lewin, Szimszon Unichman, Ja’akow Meridor, Jochanan Bader, Josef Szofman, |
| Ogólni Syjoniści                       | Ben-Cijjon Harel, Chajjim Ari’aw, Elimelech Rimalt, Ezra Ichilow, Jisra’el Rokach, Perec Bernstein, Szimon Beżarano, Szelomo Perlstein, Szoszanna Parsitz, Simcha Baba, Josef Sapir, Josef Serlin, Zalman Suzajew, |
| Narodowy Front Religijny               | Aharon-Ja’akow Grinberg, Faridża Zu’arec, Chajjim Mosze Szapira, Micha’el Chazani, Mordechaj Nurok, Mosze Kelmer, Mosze Unna, Szelomo-Jisra’el Ben-Me’ir, Jicchak Refa’el, Josef Burg, Zerach Warhaftig, |
| Achdut ha-Awoda                        | Awraham Abbas, Jisra’el Bar-Jehuda, Jisra’el Galili, Mosze Aram, Cippora Laskow, Rut Haktin, Jigal Allon, Jicchak Ben Aharon, Jicchak Tabenkin, Ze’ew Cur |
| Mapam                                  | Emma Talmi, Chajjim Jehuda, Chanan Rubin, Jisra’el Barzilaj, Jicchak Jicchaki, Me’ir Ja’ari, Mordechaj Bentow, Ja’akow Chazzan, Ja’akow Riftin, |
| Religijny Front Tory                   | Binjamin Minc, Kalman Kahana, Szelomo Lorincz, Ja’akow Kac, Izaak Meir Lewin, Zalman Ben Ja’akow |
| Maki                                   | Emil Habibi, Ester Wilenska, Me’ir Wilner, Mosze Sneh, Szemu’el Mikunis, Taufik Tubi, |
| Partia Progresywna                     | Gerszom Szoken, Idow Kohen, Pinchas Rosen, Jeszajahu Foerder, Jizhar Harari |
| Demokratyczna Lista Izraelskich Arabów | Masad Kassis, Sajf ad-Din az-Zubi |
| Postęp i Praca                         | Salih Hasan Chunajfis, Salih Sulajman |
| Rolnictwo i Rozwój                     | Faris Hamdan |